# Тойда (река)
Тойда — река в Аннинском и Панинском районах Воронежской области России. Правый приток Битюга.

## География
Длина реки составляет 63 км, площадь водосборного бассейна — 492 км². Река протекает в лесостепной зоне. Максимальная ширина 20 м, максимальная глубина 7 м. Питание реки в основном дождевое и снеговое.
На 27 км от устья с правой стороны впадает река Васильевка.
Основные населённые пункты на реке: сёла Верхняя Тойда, Старая Тойда.

## История
Первые жители появились на Тойде в конце XVII века. Это были беглые русские и украинцы. Поселение было названо Тойденским — теперь это село Старая Тойда.

## Этимология
Воронежский профессор В. П. Загоровский слово «тойда» считает производным от слов «той» — «глина» и «даг» — «гора», то есть в переводе на русский язык получается «глинистая гора». Характер местности при впадении этой реки в Битюг подтверждает эту версию. Однако есть и другие интерпретации слова «тойда». Например, местные легенды говорят о красавице Тойдуле, дочери одного татарского военачальника, которая утопилась в этой реке.

## Данные водного реестра
По данным государственного водного реестра России относится к Донскому бассейновому округу, водохозяйственный участок реки — Битюг, речной подбассейн реки — бассейны притоков Дона до впадения Хопра. Речной бассейн реки — Дон (российская часть бассейна).